# Orson Pratt
Orson Pratt Senior (ur. 19 września 1811, zm. 3 października 1881) – amerykański duchowny mormoński.
Był synem Jareda Pratta i Charity Dickinson i bratem Parleya. Chrzest przyjął 19 września 1830. 26 kwietnia 1835 został wyświęcony na apostoła, włączono go także do Kworum Dwunastu Apostołów. Uczestniczył w podróży apostołów do Wielkiej Brytanii (1839–1841). Po powrocie do kraju popadł w spór z Josephem Smithem, nie mogąc zaakceptować wprowadzonej przezeń do Kościoła poligamii. W efekcie 20 sierpnia 1842 obłożono go ekskomuniką. Kilka miesięcy później, po zmianie poglądów, ponownie przyjął chrzest i 20 stycznia 1843 został przywrócony do służby w Kworum Dwunastu Apostołów. W latach 1848–1851 stał na czele Kościoła w Europie, wydawał także The Latter-day Saints' Millennial Star. Od 1874 do śmierci był kościelnym historykiem.
Uczestniczył w życiu politycznym Terytorium Utah. Był deputowanym do parlamentu, pełnił również funkcję jego przewodniczącego.
Poślubił łącznie 10 kobiet, które urodziły mu 45 dzieci.